# Route der Industriekultur – Arbeitersiedlungen

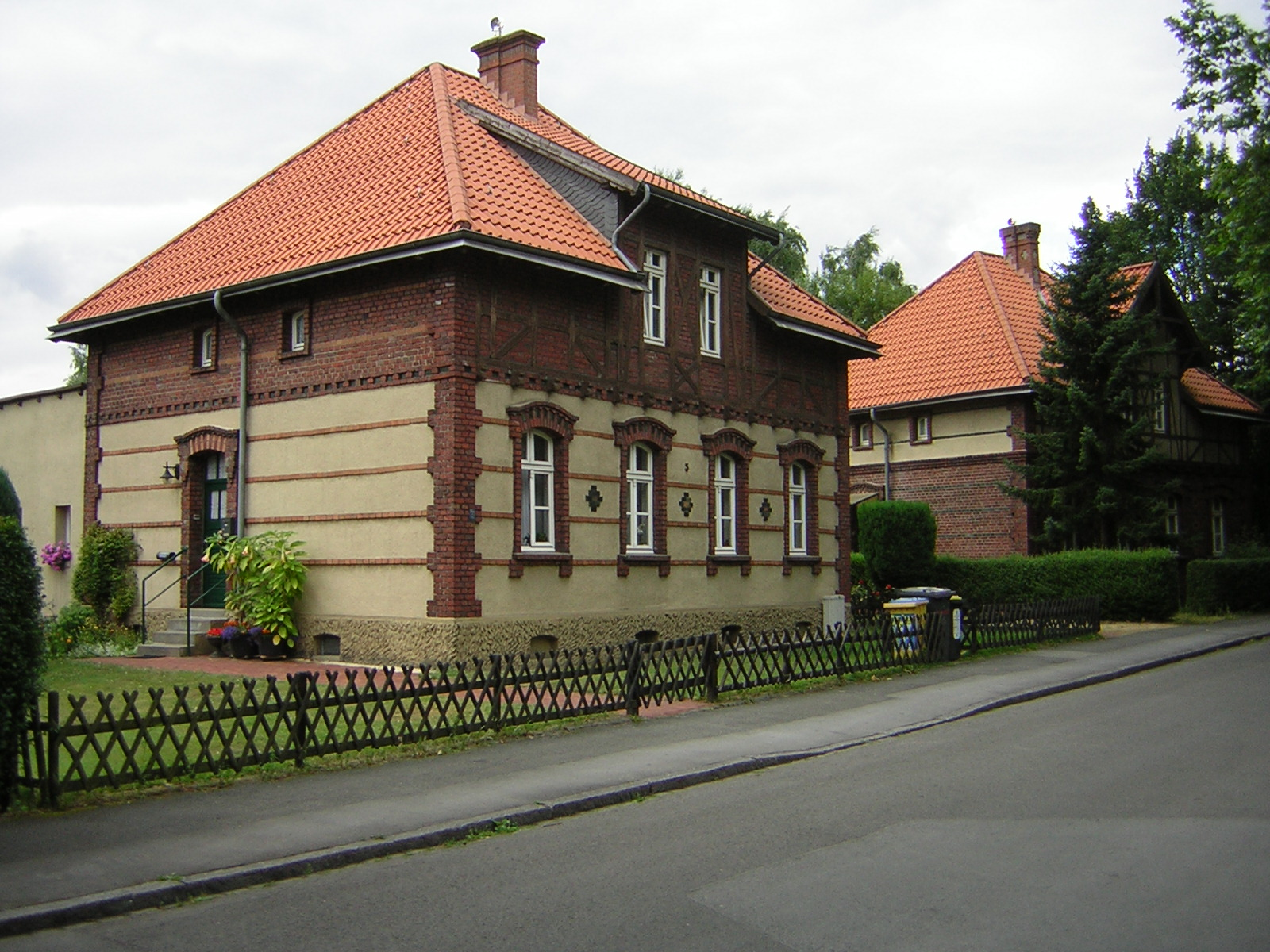
Alte Kolonie Eving

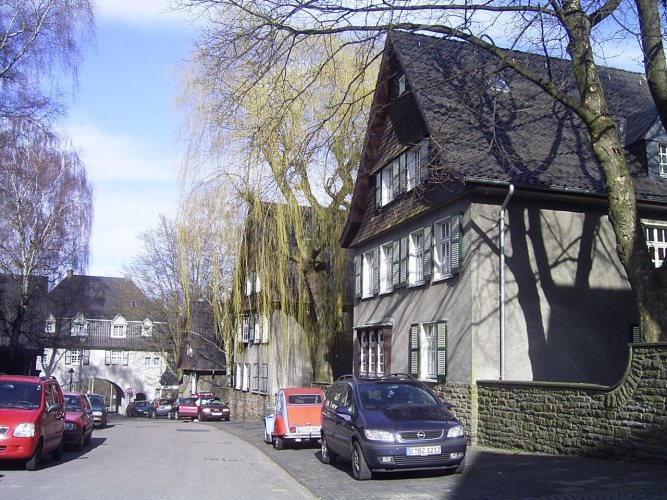
Margarethenhöhe

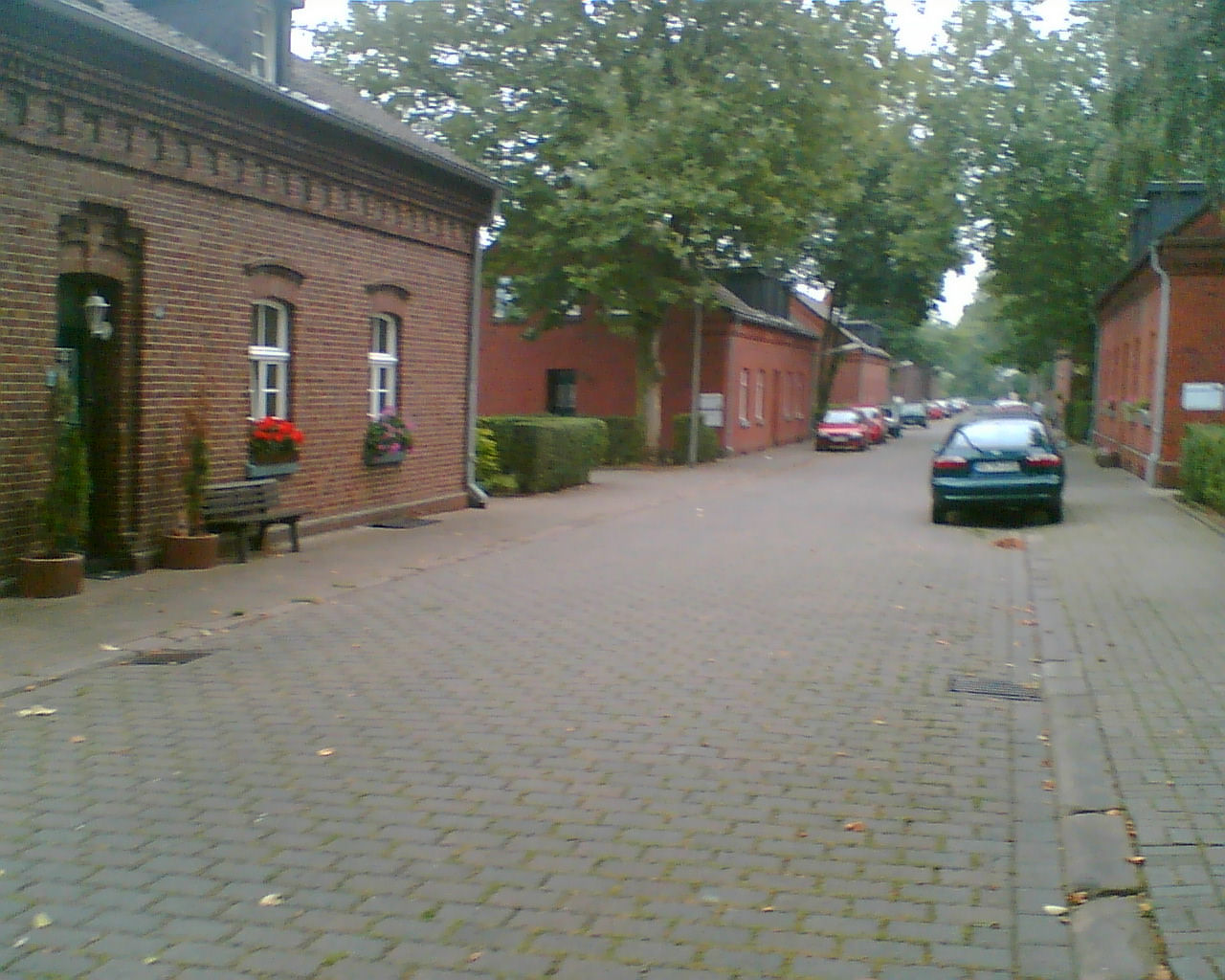
Siedlung Eisenheim

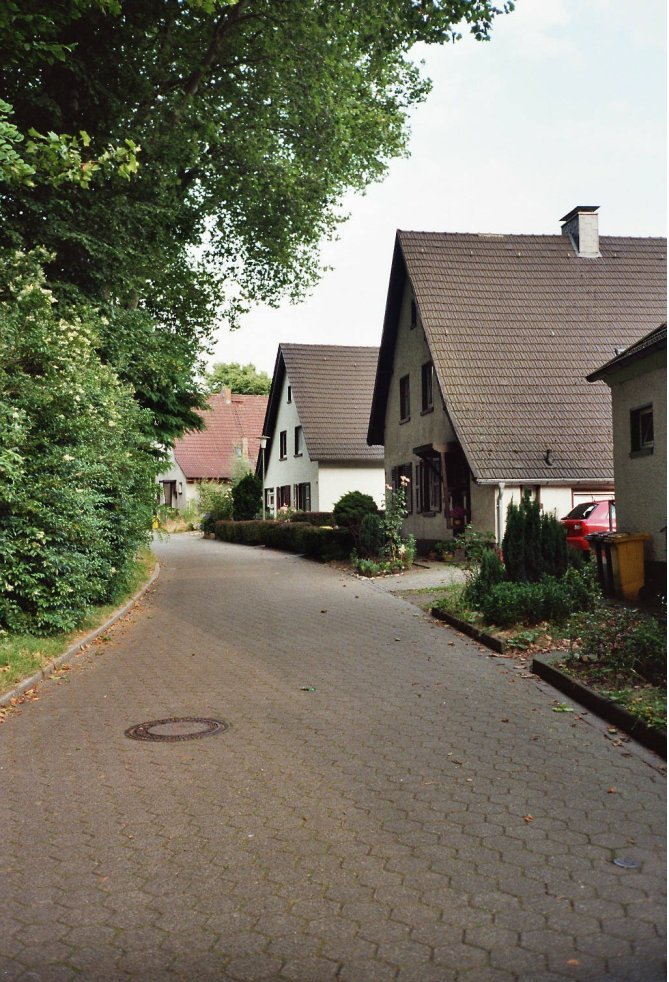
Dahlhauser Heide

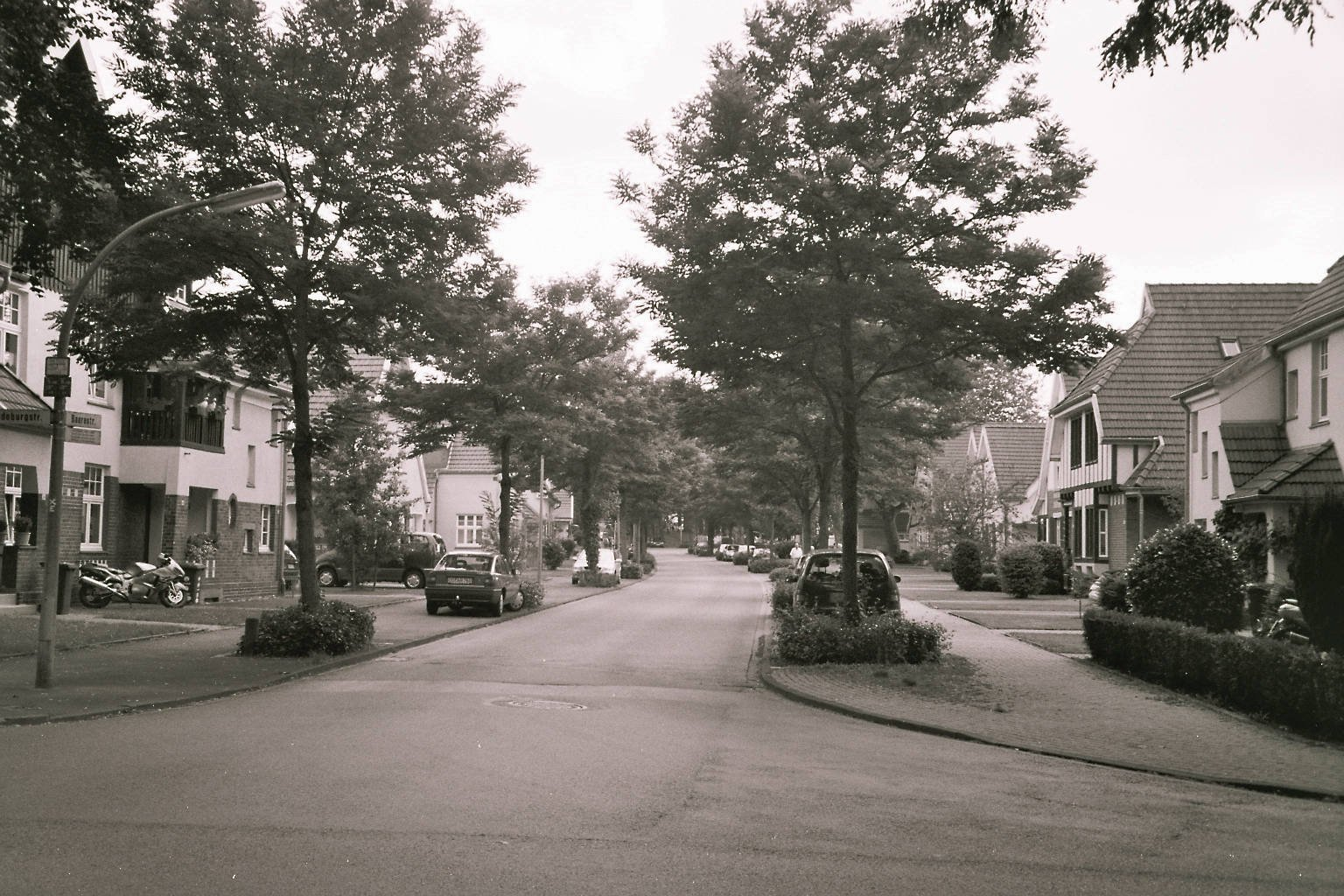
Siedlung Teutoburgia

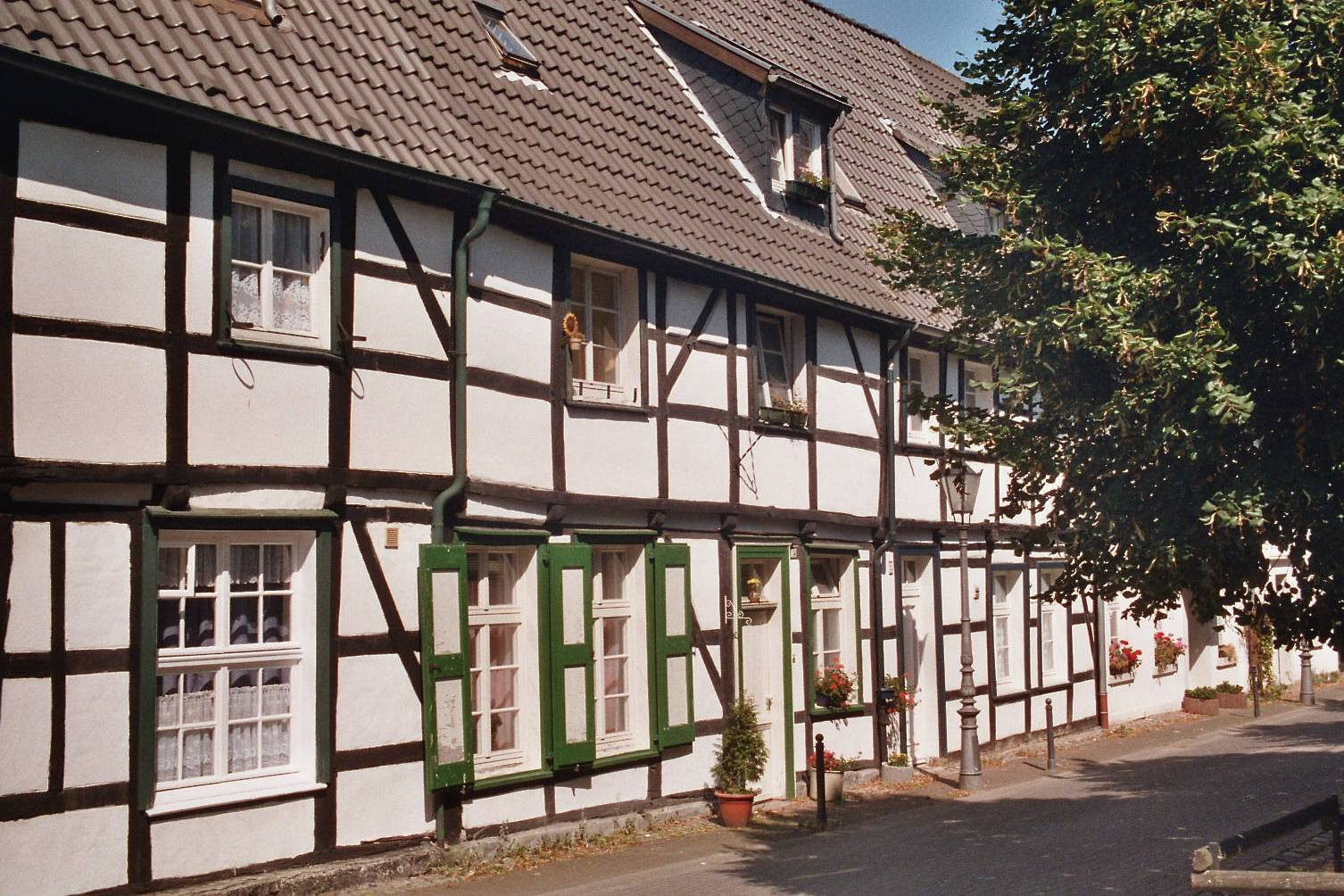
Lange Riege in Hagen-Eilpe

Arbeitersiedlungen aus dem 19. und frühen 20. Jahrhundert gehören heute zu den meist geschützten Denkmälern des Ruhrgebiets, die an die Zeit der Industrialisierung erinnern. Arbeitersiedlungen ist daher auch die Bezeichnung der 19. Route des Projekts Route der Industriekultur.

## Die Siedlungen im Einzelnen
- Siedlung Eisenheim, Oberhausen
- Siedlung Stemmersberg, Oberhausen
- Siedlung Grafenbusch, Oberhausen
- Siedlung Ripshorster Straße, Oberhausen (neu im Jahr 2012)
- Siedlung Lohberg, Dinslaken
- Siedlung Wehofen, Duisburg
- Dichter-Viertel, Duisburg
- Siedlung Hüttenheim, Duisburg
- Margarethensiedlung, Duisburg
- Beamtensiedlung Bliersheim, Duisburg
- Siedlung Rheinpreußen, Duisburg
- Siedlung Johannenhof, Duisburg
- Kolonie Meerbeck, Moers
- Siedlung Repelen, Moers
- Alt-Siedlung Friedrich-Heinrich, Kamp-Lintfort
- Siedlungen Niederberg – Alte und Neue Kolonie, Moers
- Bergarbeitersiedlung Mausegatt, Mülheim
- Siedlung Karnap, Essen
- Margarethenhöhe, Essen
- Siedlung Altenhof II, Essen
- Siedlung Brandenbusch, Essen
- Siedlung Carl Funke, Essen
- Gartenstadt Hüttenau, Hattingen
- Kolonie Friedlicher Nachbar, Bochum
- Siedlung Dahlhauser Heide, Bochum
- Siedlung Lange Riege, Hagen
- Walddorf-Siedlung, Hagen
- Cuno-Siedlung, Hagen
- Kreinberg-Siedlung, Schwerte (neu im Jahr 2012)
- Siedlung Vogelsang, Heesen (2011 umbenannt)
- Zechensiedlung Neustadt, Ahlen (2011 neu aufgenommen)
- D-Zug-Siedlung Rünthe, Rünthe
- Victoria-Siedlung, Lünen
- Siedlung Ziethenstraße, Lünen
- Bergarbeiter-Wohnmuseum, Lünen-Brambauer
- Müsersiedlung der Zeche Gneisenau, Dortmund
- Bergbau-Beamtensiedlung Neu-Asseln, Dortmund
- Alte Kolonie Eving mit Wohlfahrtsgebäude, Dortmund
- Siedlung Oberdorstfeld, Dortmund
- Kolonie Landwehr, Dortmund
- Siedlung Teutoburgia, Herne
- Dreieck-Siedlung Hochlarmark, Recklinghausen
- Siedlung Flöz Dickebank, Gelsenkirchen
- Siedlung Klapheckenhof, Gelsenkirchen
- Vittinghoff-Siedlung, Gelsenkirchen-Schalke (neu im Jahr 2013)
- Siedlung Schüngelberg, Gelsenkirchen
- Siedlung Spinnstuhl (neu im Jahr 2012)
- Gartenstadt Welheim, Bottrop
- Siedlungen Brauck, Gladbeck (2012 gestrichen)
- Siedlung Zweckel, Gladbeck
- Siedlung Fürst Leopold, Dorsten